# 临江拒日设领
临江拒日设领发生于1927年2月至9月，是中华民国奉天省临江县（今吉林省白山市临江市）政府与民众为反对大日本帝国在临江设立领事馆而展开的一系列运动，设领事件引发中国舆论的广泛反对，并一度引发当地民众与日军对峙。最终以日本政府撤出军队和取消设立领事馆计划而告终。

## 背景
临江县地处安东（现辽宁丹东）地区鸭绿江沿岸，与朝鲜隔江相望，战略地位重要。1923年12月28日，日本驻安东领事馆领事西泽义征以监视朝鲜流亡者反日活动为由，向日本外务省提出《关于在临江设置领事分馆的申请书》。1924年，日本驻奉天总领事船津辰一郎再次向日本外务省提出在临江设领的建议。此后，日本政府多次向中国方面交涉设领事馆问题。1925年7月8日，张作霖迫于日本压力，与日本签订“三矢协定”，同意协助日本镇压越境抗日的朝鲜人。1925年11月19日，日本单方面决定在临江设立领事分馆。
1927年，日本田中义一组阁上台，推行“满蒙政策”，以管理日韩侨民为目的，计划在中国东北增设领事馆。1927年3月7日，日本方面通过其驻华公使芳泽谦吉派多田堀义贵又向北京政府提出设立帽儿山领事分馆一事，其理由为是鸭绿江沿岸贸易量的增加和安东领事馆管理过大，因而需设分馆。中华民国外交部次长王荫泰表示同意，但称此事需与奉天地方官员商谈。日方参事官找到奉天总参议长杨宇霆，杨答曰：“本人甚表同意，但不日回奉，俟询莫（德惠）代省长意见如何再为复”。杨返奉后，日本驻奉天总领事吉田茂即问杨及莫德惠设领请求，而杨、莫的对设领表态模棱两可，不置可否。1927年2月，日方任命了原驻间岛总领事馆驻珲春分馆的主任田中作为日本驻安东总领事馆副领事兼帽儿山分馆主任，斋藤孙治为分馆警察署长。

## 经过
临江官员和民众认为，临江并非开放地，没有日本租界和日本侨民，无需设立领事馆，设立领事馆是破坏中国主权的行为，因此反对设领。1927年初，日本驻安东领事馆开始筹备设馆。日本驻安东副领事田中作在2月19日抵达临江对岸朝鲜中江镇，并多次派人与临江县官员接触，试图以贿赂手段获取支持。临江县知事张克湘与警察所所长吴常安拒绝了日方要求，并将其派遣人员驱逐出境。临江县民众也对设领展开抗议活动，当地民众五千余人在县公署门前集会，成立“临江全境拒绝设领请愿团”，通电全国表达抗议，临江当地学生在城门、街市进行演讲，抗议日本在临江设立领事馆。
临江全境拒绝设领请愿团随后向北京大元帅府、国务院、外交部等多方发出电报，敦促政府与日本交涉。中华民国外交部回应请愿团称日本于临江设领没有国际法依据，不符合国际惯例。并令驻奉天交涉员与日方交涉。
1927年5月29日，日方派遣副领事田中作率16人到达临江，租得当地居民房屋，准备强行设立领事馆。临江县官员劝退田中作一行，民众则即拆毁相关房屋，阻止日方借机驻留。7月26日，500余名日军官兵携带武器强行登陆临江，临江县民众数万人集会抗议与日军对峙鸭绿江边。当地官员与日方多次谈判，但拒绝让步。
临江设领事件在中华民国全国范围引发广泛抗议。1927年8月2日，奉天省议会成立国民外交委员会，包括“东三省国民外交后援会”和“奉天国民外交后援会"等组织发表通电，呼吁全国关注临江设领事件，并通过游行、集会等形式反对日本在临江设领。奉天总商会副会长杜重远组织商界与民众游行，声援拒日设领并向临江民众捐款。吉林、黑龙江等地民众也举行集会游行，通电声援临江。1927年9月17日，日本政府发表声明取消临江设领计划，并撤走驻扎在鸭绿江对岸中江镇的日军。